# In God's Country
In God's Country (укр. «На Божій землі») — пісня ірландського рок-гурту U2, сьомий трек з їх п'ятого студійного альбому The Joshua Tree. Був виданий синглом (четвертим в історії групи) у листопаді 1987 року, виключно на території Північної Америки.

## Видання
У листопаді 1987 року «In God's Country» була випущена у вигляді синглу на території Канади та Сполучених Штатів Америки. Обкладинка (фото Антона Корбейна), дизайн конверту (розробка Стіва Еверілла) та бі-сайди були ідентичними тим, що використовувалися для ще одного синглу — «One Tree Hill», виданого виключно в Австралії та Новій Зеландії. В Канаді сингл вийшов на грамофонних платівках форматів 7" і 12", та касетах, в США реліз обмежився лише вініловою платівкою формату 7".

## Рейтинги та критика
Сингл «In God's Country» досяг 44-ї позиції в чарті Billboard та 48-ї у британському хіт-параді іноземних виконавців. Відеокліп на цю пісню можна побачити у фільмі Outside it's America — документальній стрічці, яка показує перші кілька тижнів гастролей групи на південному заході США у 1987 році. Кліп не випускався для ротації на MTV та інших розважальних телемережах.
Продажі синглу були досить скромними, можливо, це пояснювалося тим, що обидві пісні зі сторони B були не новинками, як звичайно, а треками з альбому The Joshua Tree.
Скорочена концертна версія пісні була записано у 1987 році в рамках Joshua Tree Tour та з'явилася у документальному фільмі групи Rattle and Hum, але не була включена до однойменного, шостого альбому U2.

## Список композицій
| #  | Назва                    | Тривалість |
| -- | ------------------------ | ---------- |
| 1. | «In God's Country»       | 2:57       |
| 2. | «Bullet the Blue Sky»    | 4:32       |
| 3. | «Running to Stand Still» | 4:20       |